# ノストラダムスの予言

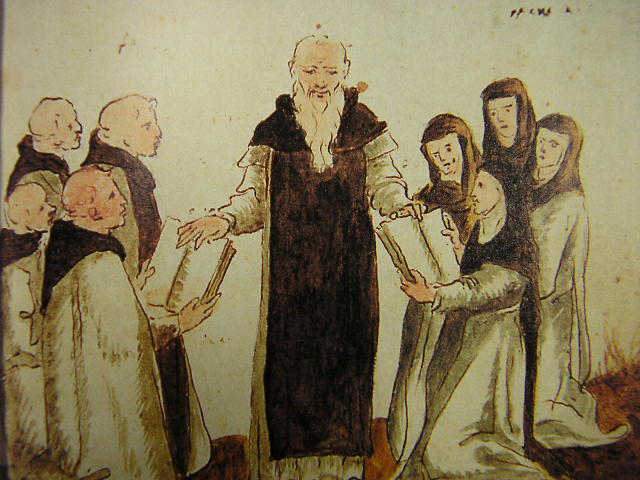
第3図

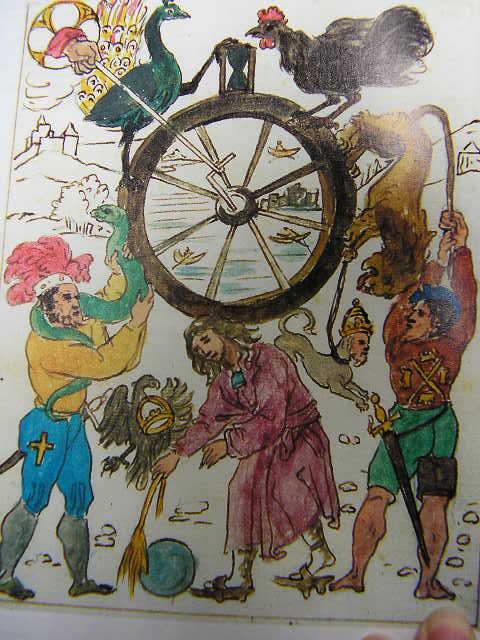
第35図

『ノストラダムスの予言』（ノストラダムスのよげん、Vaticinia Nostradami）、正確には『息子セザールに宛てた未来のキリストの代理者に関するミシェル・ノストラダムスの予言』（むすこセザールにあてたみらいのキリストのだいりしゃにかんするミシェル・ノストラダムスのよげん、Vaticinia Michaelis Nostradami de Futuri Christi Vicarii ad Cesarem Filium）は、16世紀の占星術師ノストラダムスが書き残したとされる古写本の一種で、約80枚の水彩画がまとめられている。1982年にイタリア人ジャーナリストエンツァ・マッサ（Enza Massa）とロベルト・ピノッティ（Roberto Pinotti）がローマの国立中央図書館で発見した。蔵書番号は、「ヴィットーリオ・エマヌエーレ文庫307番」（Fondo Vittorio Emanuele 307）である。
ノストラダムスの名を冠してはいるが、実際には13世紀から15世紀にかけて成立した『全ての教皇に関する預言』（以下、『教皇図』）の変種にすぎない。ノストラダムスの作と見なしうる根拠に乏しく、実証的な立場の研究者からは相手にされていない。

## 来歴
カルトゥジオ修道会の図書館員による写本の後書きに拠れば、この写本はベロアルドゥスという修道士が、枢機卿マッフェオ・バルベリーニ（後の教皇ウルバヌス8世、在位1623年 - 1644年）に献上したものである。添え書きは更に、絵画群がフランスの占星術師ノストラダムスの手になるもので、息子のセザールによって献上品としてローマに持ち込まれたことを仄めかしている。
しかし、ノストラダムス自身が画家であったとか、この作品の書き手であった事を示す同時代の証言は一切確認されていない。実際、未来に現れる歴代教皇を絵画で表すとしたその主題は、彼の時代よりも遥かに前に存在していた『教皇図』を焼き直しているにすぎない。ノストラダムスが『教皇図』を評価していたことを示す史料も存在しない。確かに、ノストラダムスが参照していた可能性が高いとされる『ミラビリス・リベル』第6・7章は、『教皇図』の再録であった。しかし、そこでは挿絵に添えられていた説明文のみが再録されているに過ぎず、絵画は一切収録されていなかった。
また、1629年と記載のある後書きや添え書きは、その内容からすれば実際には1689年以前に遡ることはできない。
ノストラダムス自身やその周辺の断片的な言及によって、彼の失われた作品を想定する実証的な論者はいる。例えば、秘書シャヴィニーの証言をもとに『宗教戦争期のプロヴァンス史』の草稿が存在した可能性を推測したエドガール・ルロワ、ノストラダムス自身が『予言集』の解釈書を執筆していた可能性を示唆していたピエール・ブランダムールなどである。しかし、彼らですら、ノストラダムスの手になる『教皇図』の模写の存在などには一切言及していなかった。ノストラダムスの往復書簡を復刻し、考察を加えたパリ第10大学教授のジャン・デュペーブにしてもそうである。
信奉者の側には、ノストラダムスは指示を出しただけで、実際の描き手は画家でもあった息子のセザールとする説もある。しかし、セザールによって、ニコラ＝クロード・ファブリ・ド・ペーレスクに送られた手紙も現存しており、そこでは画家でもあったセザール自身のミニアチュール作品についてであるとか、国王ルイ13世に献上する予定の小冊子のことなどが語られているが、『教皇図』との関連を窺わせるようないかなる言及も見出しえない。セザールの手紙は、写しも含めてほかにもいくつも伝わっており、中にはセザール自身や兄弟の生没年を特定する上で大きく貢献した書簡などもあるが、いずれでも、この水彩画集には触れられていない。ほかに、ノストラダムスの知人ライオネル・リモセンという人物が描いたという説もあるが、そのような人物は、実証的な伝記研究ではまったく言及されていない。
にもかかわらず、イタリア人の信奉者オッターヴィオ・チェーザレ・ラモッティは、ヒストリー・チャンネルの番組「ノストラダムスの失われた書」（The Lost Book of Nostradamus, 2007年10月放送）と組んで、この写本がノストラダムスに起源を持つ可能性について論じた。日本でもオカルト関係の雑誌やペーパーバックで、ノストラダムス自身の予言であるとして紹介しているケースがまま見られる。
なお、この水彩画集と2012年人類滅亡説を結びつけて、「ノストラダムスも2012年人類滅亡を予言していた」と論じる者もいるが、その解釈は支離滅裂であるとの評価もある。

## 起源
この作品の起源は、明らかに13世紀から15世紀に作成された『教皇図』であり、同じようなデザインが多く含まれる（鏡写しになったものも含む）。そこに含まれていないデザインも複数存在しているが、同時代に流行っていたエンブレム・ブックの類から借用されたのではないかと推測する者もいる。

### 対応の例
| 図 | 解説 |
| --- | --- |
| | ラモッティは、ここに描かれている城塞をローマと解釈し、イタリア統一に際して、教皇ピウス9世が篭城したのに対し、イタリア軍が力尽くで迫ったことを予言しているとした。 |
| この図は、『教皇図』第25図「差し延べられた手の町」とほぼ同じである。この絵に添えられた文章には「7つの丘の町」という言葉があるので、ローマと解釈すること自体は妥当である。しかし、本来はオルシーニ家出身の教皇に対する神罰としてローマが破壊されることを描いたもので、天使教皇出現に先立つ光景と位置付けられていた。 | |
| | ラモッティは、ローマ教皇が裸で表現されることによって、イタリア統一の結果、教皇ピウス9世が世俗の権力を喪失した様が的確に予言されていたと解釈している。 |
| これは『教皇図』第26図「裸の教皇」とほぼ同じ構図である。この裸体図は本来否定的な意味ではなく、清貧さを端的に表した天使教皇の図像の一つであった。 | |
| | ラモッティはこの怪物をピウス6世（在位1775年 - 1799年）と捉え、「怪物」は革命派から見たイメージとした。 |
| 『教皇図』第15図「酷い獣」とほぼ同じである。元々『禿頭よ登れ』の最後を飾っていた反キリストの図像であり、『教皇図』においては既に過去になっていたウルバヌス6世（在位1378年 - 1389年）を指すものとされた。 | |
| | ラモッティは二人の胸像を王と聖職者と捉え、右端の手がもっているものをギロチンと解釈した。これによってフランス革命が予言されていたというのが彼の解釈である。 |
| この図は『教皇図』第19図「三本の円柱」とほぼ同じものである。『諸悪の端緒』ではニコラウス4世（在位1288年 - 1292年）の予言として描かれていた図で、『教皇図』ではアレクサンデル5世（在位1409年 - 1410年）に当てはめられていた。いずれの場合でも、発表された時点で、既に過去に属すると受け止められていた絵画である。    | |
| 第24図 | 右手に鎌、左手にバラを持った剃髪の修道士が描かれ、足元には転倒した「Ｂ」の字がある図柄。ラモッティはこれを、フランス革命後に脆弱な権威しか保てなかったピウス7世を予言したものと解釈している。                                                                                               |
| 第24図 | この図柄は『教皇図』第20図「鎌を持つ修道士」とほぼ同じであるが、それは『教皇図』の中でも特に有名なものの一つである。『禿頭よ登れ』では、隠者から教皇になったケレスティヌス5世を指していた図柄であるが、ノストラダムスとほぼ同時代には、マルティン・ルターを予言したものと持て囃されていた。 |